# Sân bay quốc tế Long Gia Trường Xuân
Sân bay quốc tế Long Gia Trường Xuân (giản thể: 长春龙嘉国际机场; phồn thể: 長春龍嘉國際機場; bính âm: Chángchūn Lóngjiā Guójì Jīcháng) (IATA: CGQ, ICAO: ZYCC) là một sân bay quốc tế tại Trường Xuân, Cát Lâm, Trung Quốc. Sân bay có cự ly 31,2 km về phía đông nam Trường Xuân và 76 km về phía tây bắc thành phố Cát Lâm, là sân bay phục vụ cho cả hai thành phố.

## Hãng hàng không và tuyến bay

### Vận tải hành khách thường lệ
| Hãng hàng không          | Các điểm đến | Nhà ga        |
| ------------------------ | --- | ------------- |
| 9 Air                    | Quảng Châu, Mãn Châu Lý, Nam Kinh | Nội địa       |
| Air China                | Bắc Kinh-Thủ đô, Thành Đô,Trùng Khánh, Hàng Châu, Thanh Đảo, Thượng Hải-Phố Đông, Vũ Hán, Yantai, Ngân Xuyên | Nội địa       |
| Air Koryo                | Thuê chuyến: Bình Nhưỡng | Quốc tế       |
| Asiana Airlines          | Seoul-Incheon | Quốc tế       |
| Beijing Capital Airlines | Trường Sa, Tam Á, Shijiazhuang, Tây An | Nội địa       |
| Chengdu Airlines         | Trường Bạch Sơn, Thành Đô, Tế Nam | Nội địa       |
| China Airlines           | Đài Bắc-Đào Viên | Quốc tế       |
| China Eastern Airlines   | Bắc Kinh-Thủ đô, Hợp Phì, Côn Minh, Nam Kinh, Thượng Hải-Phố Đông, Uy Hải, Tây An | Nội địa       |
| China Eastern Airlines   | Singapore Thuê chuyến: Jeju | Quốc tế       |
| China Southern Airlines  | Bao Đầu, Bắc Kinh-Thủ đô, Trường Bạch Sơn, Trường Sa, Thành Đô, Trùng Khánh, Quảng Châu, Quý Dương, Hải Khẩu, Hàng Châu, Hợp Phì, Hohhot, Tế Nam, Côn Minh, Nam Xương, Nam Kinh, Nam Ninh, Thanh Đảo, Tam Á, Thượng Hải-Phố Đông, Thâm Quyến, Thái Nguyên, Urumqi, Vũ Hán, Hạ Môn, Tây An, Tây Ninh, Diên Cát, Trịnh Châu, Zhuhai | Nội địa       |
| China Southern Airlines  | Jeju, Nagoya-Centrair, Seoul-Incheon, Đài Bắc-Đào Viên, Tokyo-Narita, Vladivostok | Quốc tế       |
| Donghai Airlines         | Nam Kinh, Wuxi, Trường Sa, Thâm Quyến | Nội địa       |
| Hainan Airlines          | Bắc Kinh-Thủ đô, Trường Sa, Hohhot | Nội địa       |
| Hong Kong Airlines       | Hong Kong | Quốc tế       |
| Juneyao Airlines         | Thượng Hải-Phố Đông | Nội địa       |
| Loong Air                | Hàng Châu, Thiên Tân | Nội địa       |
| Mandarin Airlines        | Đài Bắc-Đào Viên | Quốc tế       |
| Okay Airways             | Changbaishan | Nội địa       |
| Qingdao Airlines         | Thanh Đảo | Nội địa       |
| Shandong Airlines        | Trùng Khánh, Tế Nam, Thanh Đảo,Quý Dương, Hạ Môn, Yantai | Nội địa       |
| Shanghai Airlines        | Thượng Hải-Phố Đông | Nội địa       |
| Shenzhen Airlines        | Trùng Khánh, Quảng Châu, Hải Khẩu, Nam Kinh, Nam Ninh, Thâm Quyến, Vũ Hán, Vô Tích, Yên Đài, Trịnh Châu | Nội địa       |
| Sichuan Airlines         | Thành Đô, Trùng Khánh, Hàng Châu, Tế Nam, Thái Nguyên,Côn Minh, Nam Kinh, Tam Á, Thiên Tân, Trịnh Châu | Nội địa       |
| Spring Airlines          | Thượng Hải-Phố Đông, Thâm Quyến, Thông Liêu, Yangzhou | Nội địa       |
| Spring Airlines          | Bangkok-Suvarnabhumi, Osaka-Kansai | Quốc tế       |
| Tianjin Airlines         | Thiên Tân, Urumqi | Nội địa       |
| Ural Airlines            | Bangkok-Suvarnabhumi, Irkutsk, Khabarovsk | International |
| Xiamen Airlines          | Phúc Châu, Hàng Châu, Nam Kinh, Ninh Ba, Thanh Đảo, Thâm Quyến, Tế Nam, Hạ Môn | Nội địa       |

### Cargo
| Hãng hàng không       | Các điểm đến                 |
| --------------------- | ---------------------------- |
| China Postal Airlines | Tế Nam, Nam Kinh, Thẩm Dương |